# Lokant

Gerüststruktur eines Kohlenwasserstoffs mit explizit dargestellten, unterschiedlichen Lokanten: Die roten arabischen Zahlen kennzeichnen die Nummerierung der Positionen im Kohlenstoff-Gerüst; die blauen Großbuchstaben stehen für die Ring-Nomenklatur der Steroide

Lokanten dienen in der chemischen Nomenklatur zur genauen Beschreibung bestimmter Positionen von Atomen oder Bindungen innerhalb eines Moleküls. Sie werden beispielsweise genutzt, um innerhalb einer Verbindung die Verzweigungsstellen in einer Kohlenstoffkette zu kennzeichnen oder um die Positionen von Heteroatomen, Doppelbindungen oder Dreifachbindungen zu benennen. Die Menge der Lokanten in einer Verbindung heißt deren Lokantensatz.
Für verschiedene Einsatzbereiche werden unterschiedliche Lokantentypen benutzt.

## Arabische Zahlen

### Aliphatische Verbindungen

Kohlenwasserstoffs mit teilweise verzweigten Seitenketten. Explizit dargestellt sind unterschiedlichen Lokanten: Die roten arabischen Zahlen kennzeichnen die Nummerierung der Positionen im Kohlenstoff-Gerüst der Hauptkette (= längste Kohlenstoffkette) die grünen Ziffern sind Lokanten der Seitenketten.

Der am häufigsten gebrauchte Lokantentyp in der chemischen Nomenklatur sind arabische Zahlen. So ist beispielsweise jedem Kohlenstoffatom in einem organischen Molekül eine Nummer zugewiesen, wobei bei gesättigten aliphatischen Kohlenwasserstoffen die längste Kohlenstoffkette das Stammsystem kennzeichnet; alle kürzeren Verzweigungen gelten als Seitenketten. Die Stammkette wird so nummeriert, dass die Lokanten der Verzweigungsstellen möglichst klein sind.
Die Seitenketten werden ebenfalls durchnummeriert, wobei hier immer das Verknüpfungsatom mit der Stammkette die Nummer 1 erhält. In Alkylresten erhält also die „yl“-Stelle (Kohlenstoffatom mit der freien Valenz) bei der Bezifferung der Kette den Lokanten 1.

### Cyclische Verbindungen
Chemischen Verbindungen, die auch Ringe im Atomgerüst enthalten (cyclische Verbindungen) werden ebenfalls mit arabischen Ziffern als Lokanten versehen.
Liegen mehrkernige Ringsysteme (Polycyclen) vor oder sind Heteroatome in den cyclischen Teilen des Moleküls enthalten (Heterocyclen), sind vielfach Trivialnamen weit verbreitet, für die genaue Regeln für die Lokantenpositionierung festgelegt sind. Oft helfen übersichtliche Zusammenstellungen für die Zuordnung der gültigen Positionsnummerierung einkerniger und einfacher mehrkerniger Ringsysteme.

## Kursiv gesetzte lateinische Großbuchstaben
Kursiv gesetzte lateinische Großbuchstaben werden benutzt, um im Molekül vorhandene Heteroatome als Positionsmarkierungen zu verwenden. Tatsächlich handelt es sich hierbei um die kursiv gesetzten Elementsymbole, daher ist auch eine Kombination aus Groß- und Kleinbuchstaben möglich.
Beispielsweise trägt die Verbindung N,2-Dimethylanilin zwei Methylreste am Anilingrundkörper, deren Positionen am Stickstoff-Atom der Aminofunktion (bezeichnet durch das kursive „N“) und am C-2-Kohlenstoffatom des Aromaten (gekennzeichnet durch die arabische Zahl 2) eindeutig zugeordnet werden. Sind zwei (oder mehr) gleichartige Heteroatome im Molekül vorhanden, werden diese mit hochgestellten Strichen unterschieden wie beispielsweise bei N,N′-Dimethylharnstoff. Ist hiermit keine eindeutige Zuordnung zu erzielen, werden die kursiv gesetzten Heteroatomsymbole durch hochgestellte Lokantenziffern ergänzt, wie im N4,N4-Dimethylcytidin; so wird erkennbar, an welches Stickstoff-Atom die beiden Methylgruppen gebunden sind.
Im Falle von Thiophosphorsäureestern dienen die kursiv vor den systematischen Namen gestellten Elementsymbole der Heteroatome der Zuordnung, über welches Atom die Estergruppen gebunden sind. Deutlich wird dies an den Regioisomeren Demeton-O (O,O-Diethyl-O-(2-ethylthioethyl)thiophosphat) und Demeton-S (O,O-Diethyl-S-(2-ethylthioethyl)thiophosphat). In der folgenden Galerie sind die Lokanten in den Strukturformeln und den systematischen Namen rot gekennzeichnet:

N,2-Dimethylanilin
N,N′-Dimethylharnstoff
N4,N4-Dimethylcytidin
Demeton-O [systematisch: O,O-Diethyl-O-(2-ethylthioethyl)thiophosphat]
Demeton-S [systematisch: O,O-Diethyl-S-(2-ethylthioethyl)thiophosphat]
Se-Methylselenocystein
4H-1,2,4-Triazol

## Normal gesetzte lateinische Großbuchstaben

Sterangerüst mit Bezeichnung der Ringe und Lokanten

Verbindungen, deren Struktur sich vom Kohlenstoffgerüst des Sterans ableitet, werden Steroide genannt und mit Hilfe der Steroid-Nomenklatur beschrieben. Die Ringe des Steran-Gerüsts, das systematisch auch als cyclopentylsubstituiertes Perhydrophenanthren aufgefasst werden kann, werden dabei so mit normal gesetzten lateinischen Großbuchstaben versehen, dass die drei verknüpften Sechsringe mit „A“, „B“ und „C“ und der anschließende Fünfring mit „D“ bezeichnet werden.

## Griechische Kleinbuchstaben

Verwendung griechischer Kleinbuchstaben zur Kennzeichnung des Abstands der einzelnen Kohlenstoffatome von der Carbonsäuregruppe

Relative Abstände von funktionellen Gruppen wurden früher gelegentlich durch griechische Kleinbuchstaben gekennzeichnet. Heute gilt diese Nomenklaturvariante als halbsystematisch, ist aber vor allem im Bereich der ungesättigten Fettsäuren noch verbreitet. Dem der funktionellen Gruppe direkt benachbarten Atom wird dabei ein „α“ zugewiesen, dem folgenden „β“ usw. bis zum entferntesten, das unabhängig vom absoluten Abstand immer mit „ω“ beschrieben wird.
Das Akronym „Amphetamine“ ist ein Beispiel für diesen Typus von Lokanten: Der halbsystematische Name dieser Gruppe von Verbindungen lautet α-Methylphenylethylamine; das „α“ kennzeichnet somit die direkte Nachbarschaft zur Aminogruppe im Molekül.
Bei der γ-Aminobuttersäure wird die Position der Aminogruppe relativ zur Carboxygruppe betont. Ähnlich werden die Ringgrößen cyclischer Amide (Lactame) und cyclischer Ester (Lactone) benannt.
Auch die Lage von Doppelbindungen relativ zu einer benachbarten funktionellen Gruppe wird häufig durch griechische Kleinbuchstaben angegeben. Beispielsweise wird 2-Cyclohexenon auch als α,β-ungesättigtes Keton bezeichnet.

Amphetamin
γ-Aminobuttersäure
γ-Butyrolacton
2-Cyclohexenon, ein α,β-ungesättigtes Keton

## Lokanten in eckigen Klammern

### Spiroverbindungen
Spiroverbindungen sind gekennzeichnet durch mindestens zwei oder mehr Ringe, die jeweils nur durch ein gemeinsames Brückenkopfatom, das sogenannte Spiroatom, verbunden sind. Bei Monospiroverbindungen (nur ein Spiroatom) wird bei der Bildung des systematischen Namens hinter der Bezeichnung spiro in eckigen Klammern die Ringgrößen der beteiligten Ringe gesetzt, wobei das Spiro-Atom jeweils nicht mitgezählt wird. Die beiden resultierenden Zahlen werden durch einen Punkt getrennt. Der Klammerausdruck wird auch nach der Von-Baeyer-Nomenklatur als Von-Baeyer-Deskriptor bezeichnet.

Spiro[3.3]hepta-1,5-dien mit Positionsangaben
Spiro[3.3]hepta-1,5-dien mit Angabe der Anzahl (#) der zwei Brückenglieder
Spiro[4.5]decan mit Angabe der Anzahl (#) der zwei Brückenglieder
Spiro[3.5]nonan mit Angabe der Anzahl (#) der zwei Brückenglieder
Spiro[4.4]nonatetraen mit Angabe der Anzahl (#) der zwei Brückenglieder

Sind mehrere Spiroatome im Molekül enthalten, wird die Vorsilbe „spiro“ mit einem der Anzahl der Spiroatome entsprechenden Vorsatz versehen (dispiro, trispiro etc.). Der Von-Baeyer-Deskriptor wird gebildet, indem zunächst an einem der Ringe mit nur einem Spiroatom begonnen und die Anzahl dessen Ringglieder genannt wird. Im Folgenden wird das Molekül umrundet und durch Punkte getrennt jeweils die Anzahl der zwischen den Spiroatomen liegenden Atome genannt, bis der anfängliche Ring wieder erreicht ist. Immer dann, wenn ein Spiroatom zum zweiten Mal berührt wird, wird die Verknüpfung des gerade genannten Ringglieds durch die hochgestellte Lokantenziffer des Spiroatoms, an das die Brücke gebunden ist, gekennzeichnet. Bei unsymmetrischen Molekülen wird der Name so gebildet, dass die kleinsten möglichen Lokantenziffern für die Spiroatome gewählt werden.

Dispiro[2.1.5.2]dodecan mit Angabe der Anzahl (#) der vier Brückenglieder

### Bicyclische und verbrückte Verbindungen
Zur systematischen Benennung von bicyclischen Systemen wird die Anzahl der Ringglieder (ohne Brückenkopfatome) in absteigender Reihenfolge nach dem Terminus bicyclo in eckigen Klammern gesetzt. So liegt beispielsweise beim 1,8-Diazabicyclo[5.4.0]undec-7-en (DBU) eine bicyclische Verbindung mit zwei Stickstoff-Heteroatomen vor, die aus einem 7- einem 6- und einem 2-Ring (d. h. ohne Brückenkopfatome 0, also direkte Verbindung) besteht.
Bei zusätzlich verbrückten Systemen gilt die Aufreihung der um 2 verminderten Anzahl der Ringglieder in eckigen Klammern analog, allerdings müssen hier noch ab dem vierten Ring Lokanten genannt werden, die die Verknüpfungsstellen eindeutig kennzeichnen. Sie werden hochgestellt und mit Komma getrennt angefügt. So lautet der systematische Name für Dicyclopentadien Tricyclo[5.2.1.02,6]deca-3,8-dien, es besteht zusätzlich zum Bicyclischen System mit einem 7-, einem 4- und einem 3-Ring (Ringgröße ohne Brückenkopfatome: 5,2,1) eine direkte Verknüpfung (Ringgröße 0) zwischen den Atomen 2 und 6. Analog wird der systematische Name für Quadricyclan, Tetracyclo[2.2.1.02,6.03,5]heptan, gebildet.

1,8-Diazabicyclo[5.4.0]- undec-7-en Nummerierung der Atome bzw. Position der Doppelbindung
1,8-Diazabicyclo[5.4.0]- undec-7-en Anzahl (#) der drei Brückenglieder im Bicyclus
Tricyclo[5.2.1.02,6]- deca-3,8-dien
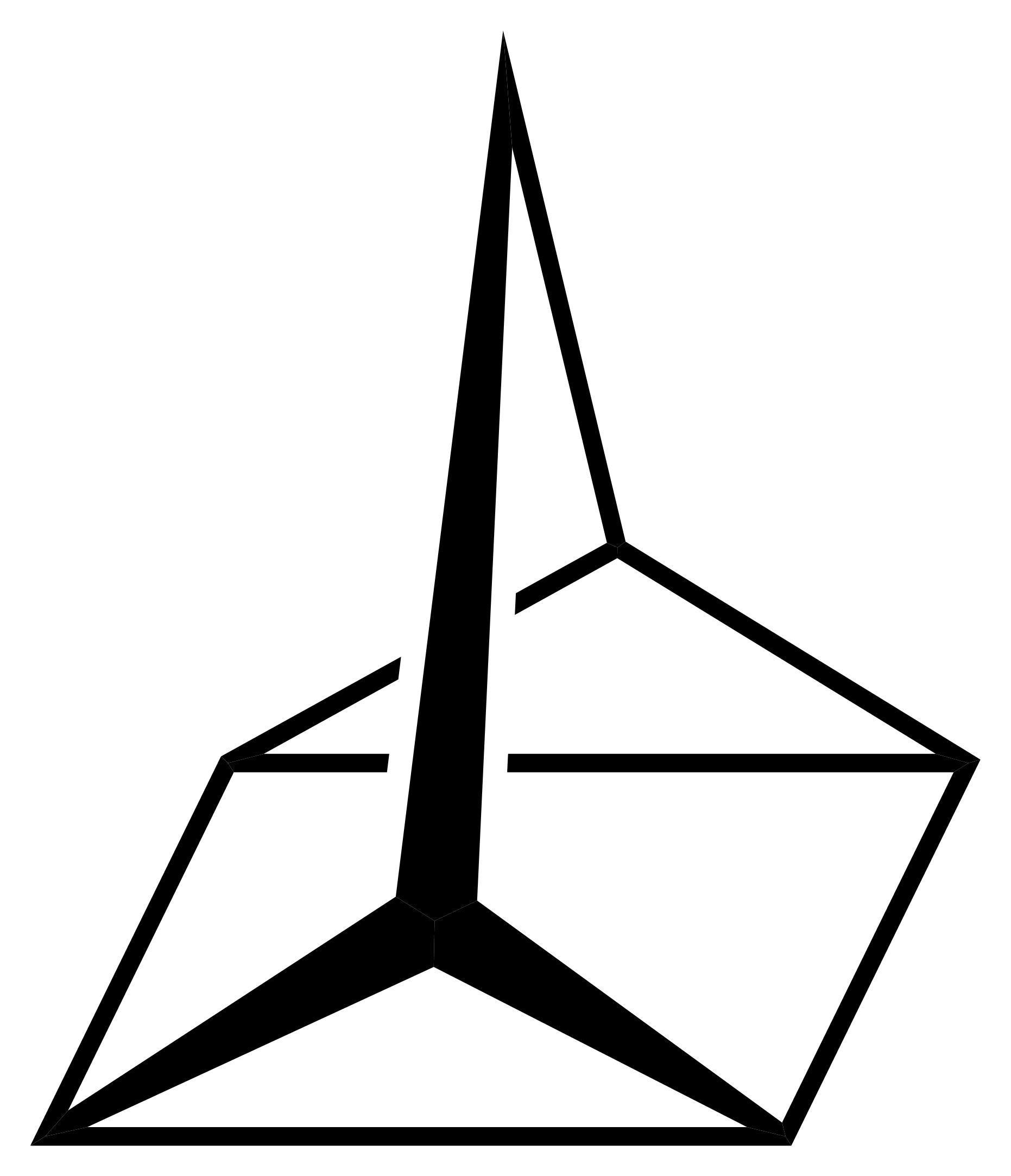
Tetracyclo[2.2.1.02,6.03,5]- heptan

### Verknüpfte polycyclische Kohlenwasserstoffe
Zur Kennzeichnung der Verknüpfungsposition mehrkerniger Ringsysteme bei polycyclischen aromatischen Kohlenwasserstoffen wird ein sogenannter Fusion Descriptor verwendet, beispielsweise im Indeno[1,2,3-cd]pyren. Dieser setzt sich zusammen aus den Lokantenziffern, die im einen Molekülteil die Verknüpfungsstelle beschreiben und den mit kursiven lateinischen Kleinbuchstaben bezeichneten Bindungen, die die Verknüpfungsstelle im anderen Molekülteil beschreiben. Liegen Molekülteile mit hoher Symmetrie vor (beispielsweise Benzol und Pyren) kann sich der Fusionsdeskriptor stark vereinfachen, hier zu Benzo[a]pyren.

Benzo[a]pyren
Indeno[1,2,3-cd]pyren